# Забеле (Любартівський повіт)
Забеле (пол. Zabiele) — село в Польщі, у гміні Недзьв'яда Любартівського повіту Люблінського воєводства. Населення — 430 осіб (2011).

## Історія
За даними етнографічної експедиції 1869—1870 років під керівництвом Павла Чубинського, частину населення села становили греко-католики, які розмовляли українською мовою.
Станом на 1921 рік село Забеле належало до гміни Тарло Любартівського повіту Люблинського воєводства міжвоєнної Польщі.
У 1975—1998 роках село належало до Люблінського воєводства.

## Населення
За офіційним переписом населення Польщі 10 вересня 1921 року в селі Забеле налічувалося 50 будинків та 297 мешканців, з них:
- 135 чоловіків та 162 жінок;
- 266 римо-католиків, 26 православних, 5 юдеїв;
- 266 поляків, 26 українців, 5 євреїв.

Демографічна структура станом на 31 березня 2011 року:
|          | Загалом | Допрацездатний вік | Працездатний вік | Постпрацездатний вік |
| -------- | ------- | ------------------ | ---------------- | -------------------- |
| Чоловіки | 227     | 47                 | 150              | 30                   |
| Жінки    | 203     | 36                 | 102              | 65                   |
| Разом    | 430     | 83                 | 252              | 95                   |